# Comuna de Święta Katarzyna
Święta Katarzyna (polaco: Gmina Święta Katarzyna) é uma gminy (comuna) na Polónia, na voivodia de Baixa Silésia e no condado de Wrocławski.
De acordo com os censos de 2007, a comuna tem 13 893 habitantes, com uma densidade 140,9 hab/km².

## Área
Estende-se por uma área de 98,57 km², incluindo:
- área agricola: 68%
- área florestal: 10%

## Demografia
Dados de 30 de Junho 2004:
|                      | Total   | Total | Mulheres | Mulheres | Homens  | Homens |
| -------------------- | ------- | ----- | -------- | -------- | ------- | ------ |
|                      | pessoas | %     | pessoas  | %        | pessoas | %      |
| População            | 13 257  | 100   | 6873     | 51,8     | 6384    | 48,2   |
| Densidade (pop./km²) | 134,5   | 100   | 69,7     | 69,7     | 64,8    | 64,8   |

De acordo com dados de 2002, o rendimento médio per capita ascendia a 1850,39 zł.